# Juniperus procera
Juniperus procera és una espècie de conífera de la família de les cupressàcies nativa de la regió afromontana i d'Aràbia. Per la seva fusta, per construir cases, per pals, per fer mobles; l'escorça es fa servir en ruscs d'abelles.

## Característiques
És un arbre que pot arribar a fer de 20–25 m (rarament 40 m) d'alt és una planta generalment dioica. Les seves pinyes femenines són similars a baies i fan 4–8 mm de diàmetre, amb 2-5 llavors.

## Distribució
És natiu de la Península Aràbiga, i parts d'Àfrica tropical Congo; Djibouti; Eritrea; Etiòpia; Kenya; Malawi; Moçambic; Somàlia; Sudan; Tanzània; Uganda; Zàmbia; i Zimbàbue)
És l'únic ginebre que apareix al sud de l'equador. Està estretament emparentat amb Juniperus excelsa del sud-oest d'Àsia.

## Galeria d'imatges

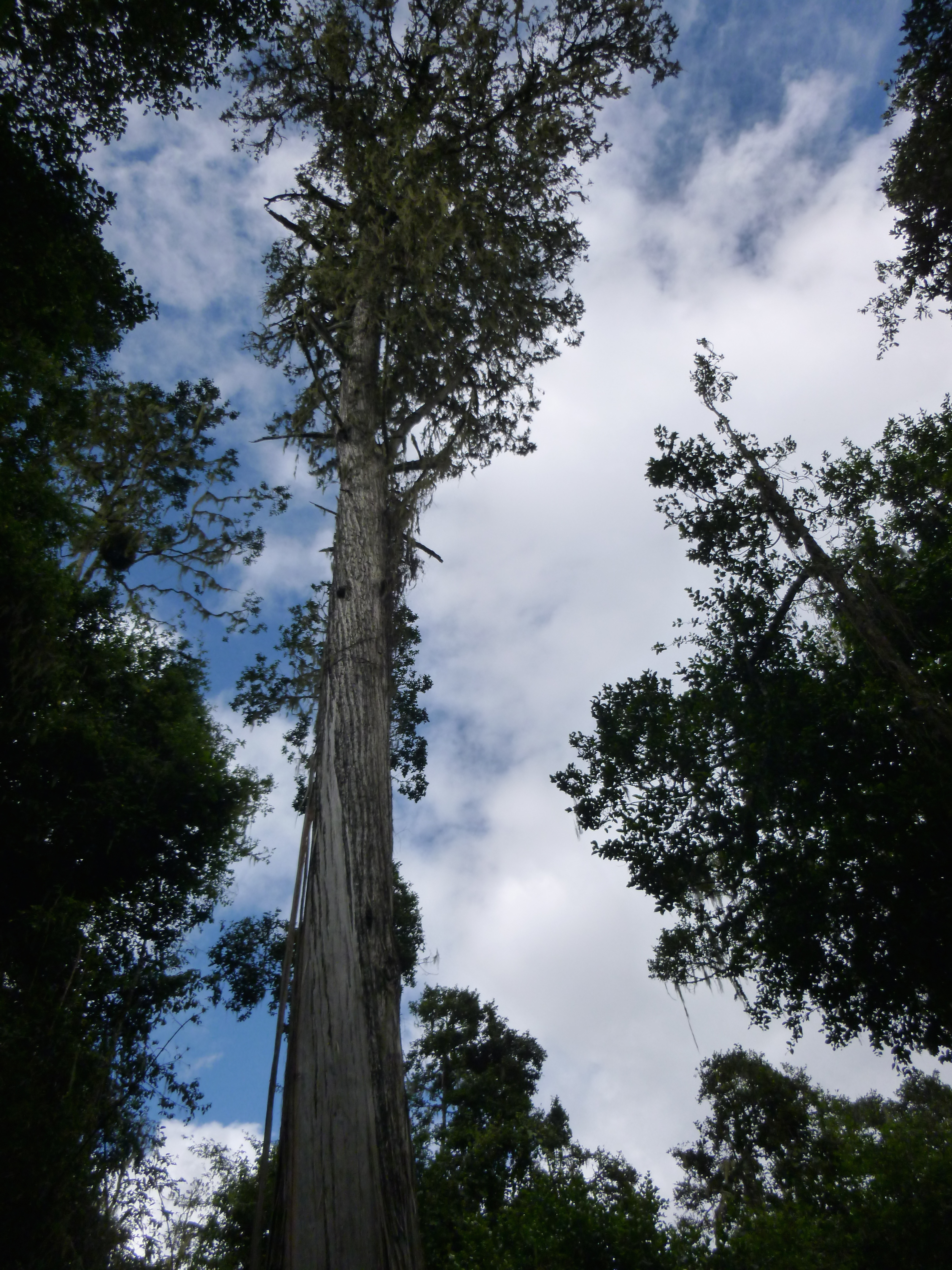
A Tanzània
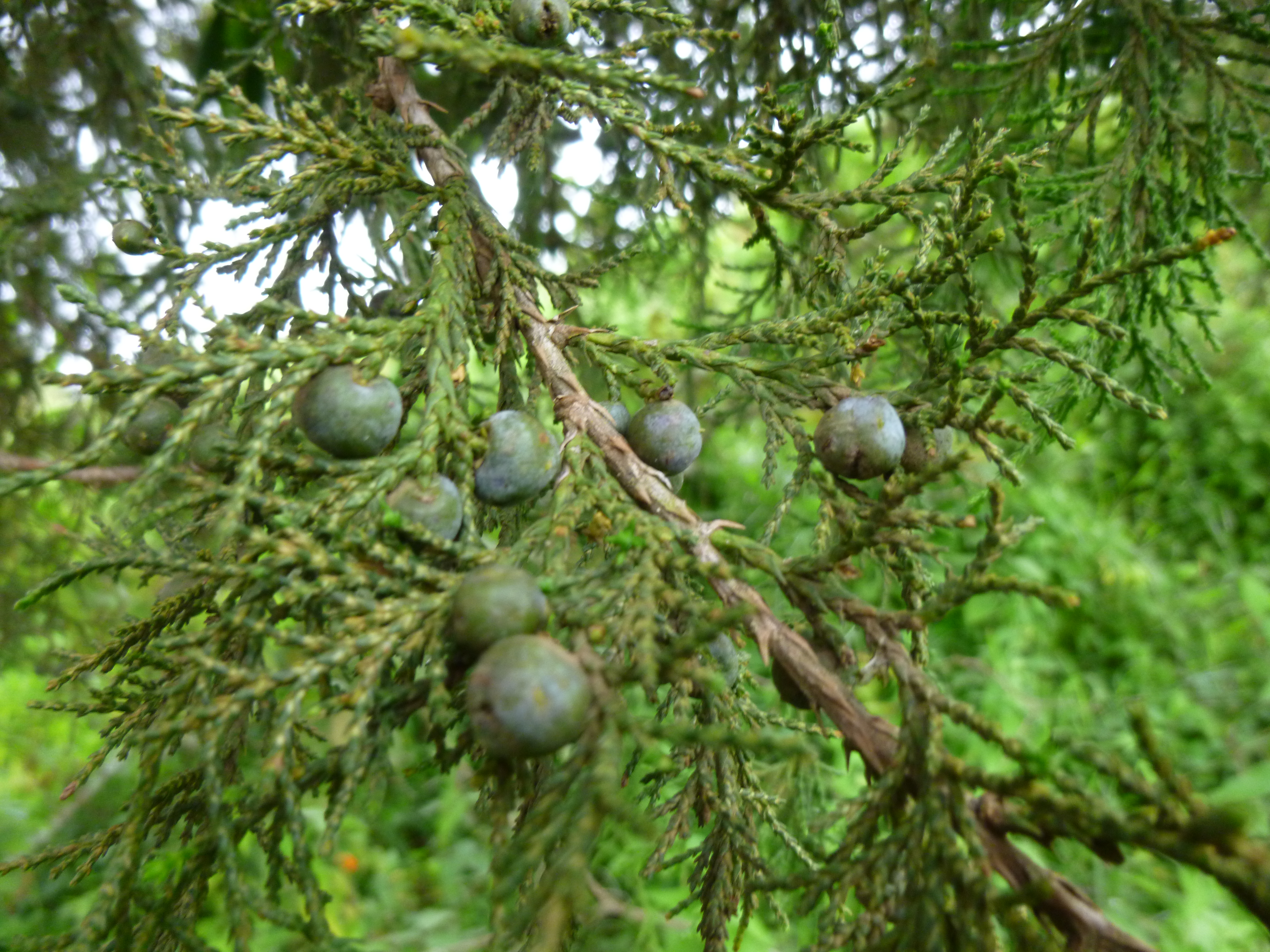
A Tanzània
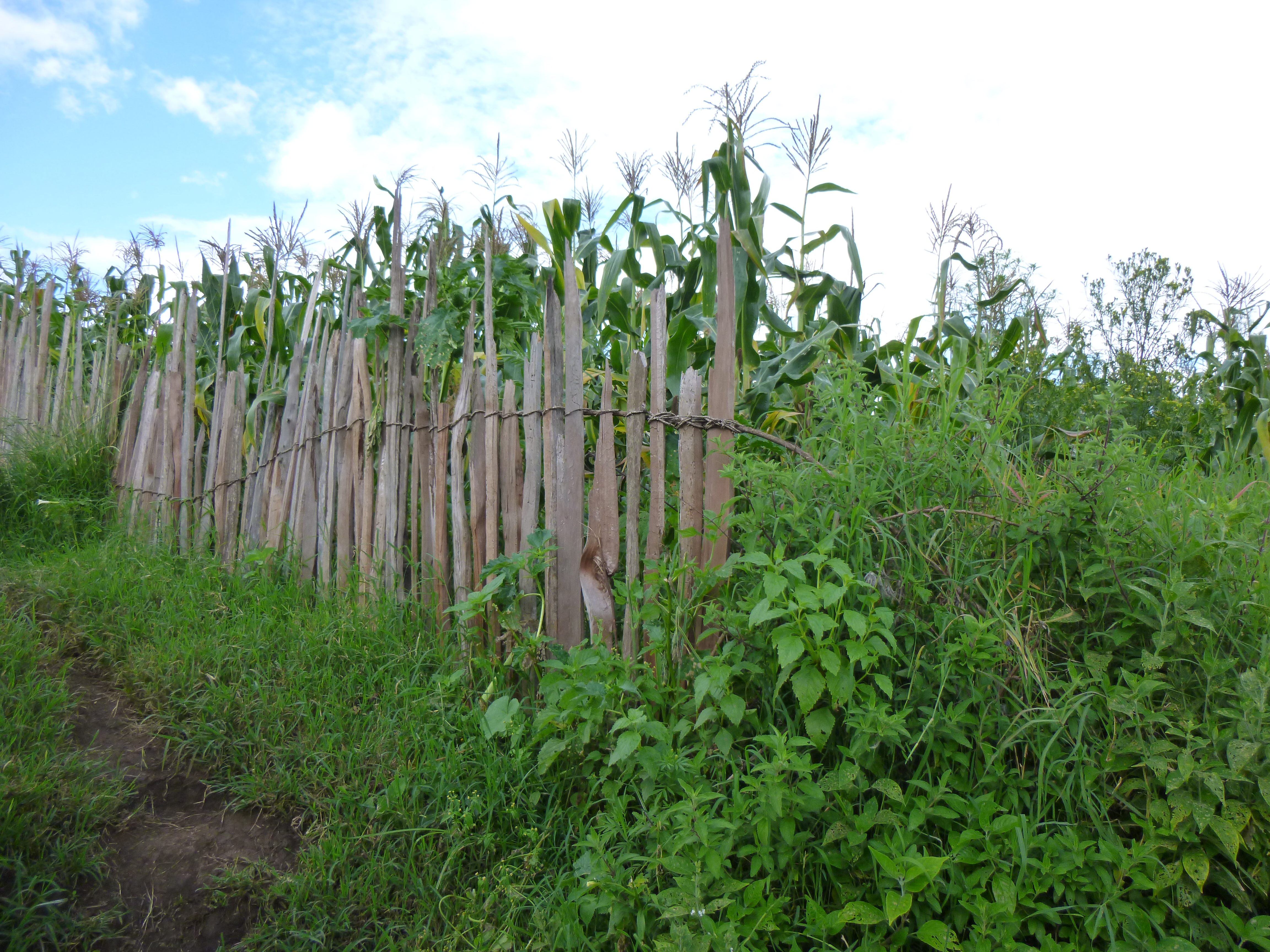
Usat com tanca resistent als tèrmits